# Veľký Ďur
Veľký Ďur (Hongaars: Nagygyőröd) is een Slowaakse gemeente in de regio Nitra, en maakt deel uit van het district Levice.
Veľký Ďur telt 1.289 inwoners.